# Christian Standhardinger
Christian Karl Standhardinger (Monaco di Baviera, 4 luglio 1989) è un cestista tedesco naturalizzato filippino.

## Carriera
Con le Filippine ha disputato i Campionati asiatici del 2017.